# 은졸레
은졸레(프랑스어: Ndjolé)는 가봉 무아얭오고웨주에 위치한 도시로, 오구에강과 랑바레네 북동쪽에 위치하며 인구는 6,289명(2008년 기준)이다. 트랜스가봉 철도와 N2 도로가 지나가며 벌목 지대와 교통 허브가 들어서 있다.